# Atrophaneura priapus
Atrophaneura priapus är en fjärilsart som först beskrevs av Jean Baptiste Boisduval 1836.  Atrophaneura priapus ingår i släktet Atrophaneura och familjen riddarfjärilar. Inga underarter finns listade i Catalogue of Life.

## Bildgalleri

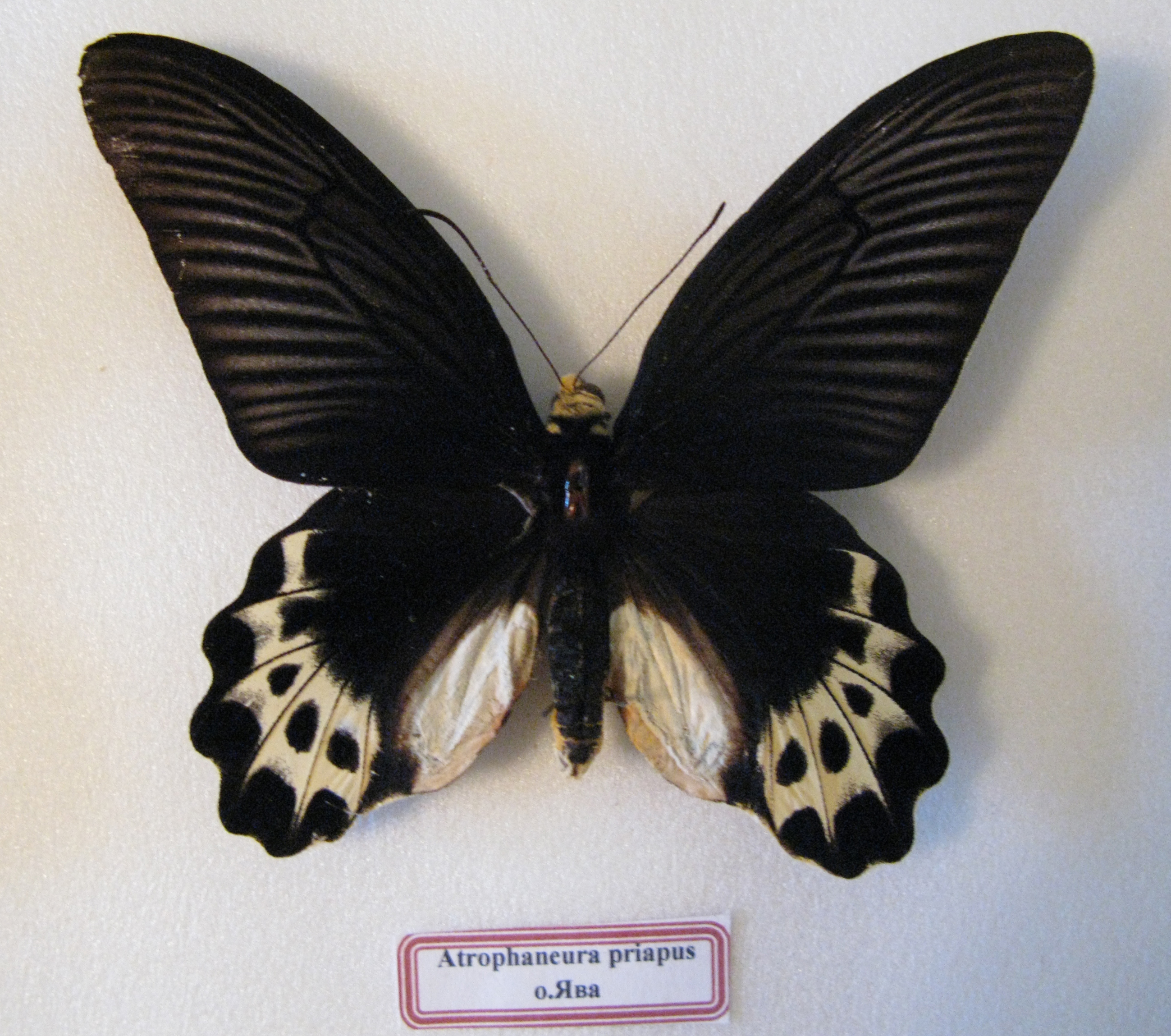